# نينا بروش
نينا بروش (بالعبرية: נינה ברוש‏) و (بالعبرية: נינה ברוש) وهي ممثلة وعارضة أزياء إسرائيلية ولدت في يوم 12 نوفمبر 1975 في بلدة رامات إيشاي في إسرائيل، ظهرت صورها في مجلة ذا فيس ومثلت مع فنسنت غايو في فلم Hollywood Salome.

## روابط خارجية
- نينا بروش على موقع IMDb (الإنجليزية)
- نينا بروش على موقع ألو سيني (الفرنسية)
- نينا بروش على موقع أول موفي (الإنجليزية)
- نينا بروش على موقع قاعدة بيانات الفيلم (الإنجليزية)
- نينا بروش على موقع دليل عارضات الأزياء (الإنجليزية)